# Signal analytique

## Introduction
Dans le domaine du traitement du signal et plus particulièrement en télécommunications, le signal analytique est un signal satisfaisant un certain nombre de propriétés, mais qui peut être tout d'abord vu comme le prolongement d'un signal réel {\displaystyle x(t),\;\forall t\in \mathbb {R} } dans le plan complexe {\displaystyle \mathbb {C} }: 
Soit un signal réel {\displaystyle x(t),\;\forall t\in \mathbb {R} } de la forme:
{\displaystyle x(t)=\cos(\omega t)}
On peut le considérer comme étant la partie réelle du signal complexe:
{\displaystyle z(t)={\begin{cases}e^{\imath \omega t}&=\cos(\omega t)+\imath \sin(\omega t)\\e^{-\imath \omega t}&=\cos(\omega t)+\imath \sin(-\omega t)\end{cases}}}Cependant, le choix se portera sur les fonctions régulières dans le demi-plan complexe supérieur; soit pour {\displaystyle x(t)}, le signal complexe {\displaystyle z(t)=e^{\imath \omega t}}.
Introduisons certaines notions pour argumenter ce choix. 

## Définition et Propriété
Soit un signal réel {\displaystyle x(t)}, la transformée de Hilbert de {\displaystyle x(t)} est définie par:{\displaystyle {\mathcal {H}}\{x\}(t)={\dfrac {1}{\pi }}\int _{\mathbb {R} }{\frac {x(\tau )}{t-\tau }}d\tau ={\dfrac {1}{\pi t}}\ast x(t)}Soit un signal réel {\displaystyle x(t),\;\forall t\in \mathbb {R} }, on dit que {\displaystyle x_{a}(t)} est le signal analytique formé à partir de {\displaystyle x(t)} s'il est holomorphe dans le demi-plan complexe supérieur et fonction de la variable {\displaystyle t\in \mathbb {C} }. Sous ces conditions, il est défini par:{\displaystyle x_{a}(t)=x(t)+\imath {\mathcal {H}}\{x\}(t)=x(t)\ast \left(\delta (t)+{\dfrac {\imath }{\pi t}}\right)}Le terme {\displaystyle {\mathcal {H}}\{x\}(t)} (resp. {\displaystyle x(t)}) est appelé l'information en quadrature (resp. en phase). La précédente équation provient du filtre {\displaystyle {\mathcal {H_{a}}}} relatif à la transformée de Hilbert, soit:{\displaystyle {\mathcal {H_{a}}}(\omega )={\begin{cases}0&{\text{si }}\omega <0\\2&{\text{si }}\omega \geq 0\end{cases}}=1+\operatorname {sgn}(\omega )}En effet, la symétrie du spectre fréquentiel d'un signal réel permet de ne considérer que les fréquences positives. De plus, étant donné la transformée de Fourier de {\displaystyle \operatorname {sgn}(t)}, on obtient la réponse impulsionnelle du filtre, soit:{\displaystyle h_{a}(t)=\delta (t)+{\dfrac {\imath }{\pi t}}}

## Relation avec d'autres grandeurs
En utilisant la définition de la transformée de Hilbert, on obtient également: {\displaystyle x_{a}(t)=x(t)+j\cdot {\widehat {x}}(t)} .
```
Notation : 

  

    

      

        

          

            
H

          

        

        
{

        
x

        
}

        
(

        
t

        
)

        
=

        

          

            

              
x

              
^

            

          

        

        
(

        
t

        
)

      

    

    
{\displaystyle {\mathcal {H}}\{x\}(t)={\widehat {x}}(t)}

  

.
```

Selon la définition d'enveloppe complexe, on a aussi:  {\displaystyle x_{a}(t)=e_{x}(t).\exp(j\omega t)}